# Shalikha
Shalikha (en bengali : শালিখা) est une upazila du Bangladesh dans le district de Magura. En 1991, on y dénombrait 132 291 habitants.